# 신간회
신간회(新幹會)는 1927년 2월 15일에 사회주의, 민족주의 세력들이 결집해서 창립한 항일단체로, 1931년 5월까지 지속한 한국의 좌우합작 독립운동단체이다. 이 단체는 전국구는 물론 해외 지부까지 두고 있는 단체로 회원 수가 3~4만여 명 사이에 이르렀던 대규모 단체였다. '민족단일당 민족협동전선'이라는 표어 아래 조선민족운동의 대표단체로 발족되었다. 사회주의계, 기독교계, 비타협 민족주의계, 기타 종교계 등 각계각층이 참여했으나, 자치운동을 주장던 민족개량주의자들은 한 사람도 참여하지 않았다.
창립총회에서 회장 이상재, 부회장 권동진, 그리고 안재홍, 신석우, 문일평을 비롯한 간사 35명을 선출했다. 조직확대에 주력하여 1928년 말경에는 지회 수 143개, 회원 수 2만 명에 달하는 전국적 조직으로 성장했다. 회원 중 농민의 숫자가 가장 많아, 1931년 5월 4만 9천여 회원 중 농민이 2만여 명으로 54%를 차지했다.
1929년 6월 말 간사제를 없애고 집행위원회 체제로 개편하여 중앙집행위원장에 허헌이 선임되었다. 같은 해 12월 전국적인 민중대회를 준비하던 중 허헌 이하 주요회원이 대거 검거당하자, 김병로를 중심으로 하는 신집행부가 구성되었다. 한편 1928년 코민테른은 제6차 대회에서 민족주의자와의 단절 및 적색노동조합운동 노선으로의 전환을 결의하고, 이른바 '12월 테제'를 발표했다. 신집행부의 개량화와 '12월 테제'에 영향을 받은 사회주의계는 각 지회를 중심으로 신간회 해소운동을 전개하여 그 결과 1931년 5월 전국대회에서 해소안이 가결됨으로써 신간회는 해소되었다.
내부적으로는 좌우익의 갈등은 적잖게 있었으나, 신간회는 민족적·정치적·경제적 예속의 탈피, 언론·집회·결사·출판의 자유의 쟁취, 청소년 운동, 여성운동, 형평운동 지원, 파벌주의·족보주의의 배격, 동양척식주식회사 반대, 근검절약운동 전개 등을 활동 목표로 삼아 전국에 지회와 분회를 조직하여 세력을 확장해 나갔다. 1931년 신간회 해체 이후 사회주의계는 중요한 합법적 활동무대를 상실하게 되었으며, 그 후 국내에서는 통일전선운동이 전개되지 못했다.

## 개요

### 배경

#### 민족주의 세력 내 분열

1922년 5월호, 개벽에 실린 이광수의 '민족개조론'. 이는 비타협적 민족주의자, 사회주의자들로부터 강하게 비난받았다.

3·1 운동 이후 민중의 정치적 자각과 진출이 급속히 높아지면서 1920년대에 민족운동이 국내외에 걸쳐 활발하게 전개되었다. 만주에서는 무장독립투쟁이, 중국관내에서는 상해 임시정부를 중심으로 외교활동이, 국내에서는 노동·농민·청년 운동이 활발하게 전개되었다. 이에 대해 일제는 '문화정치'라는 기만적인 개량정책을 써서 민족독립운동 역량의 분열과 약화를 모색했다. 특히 일제는 당시 광범위하게 전개되던 실력양성운동을 일제지배하에서 자치를 이루는 것을 목표로 한 자치운동으로 전환시키려 했다. 1925년 1월 동아일보에 발표된 이광수의 〈민족적 경륜〉은 자치운동의 출발을 알리는 것이었다. 자치운동이 전개되자 조선일보 계열의 이상재(李商在)·안재홍(安在鴻), 천도교 구파(舊派)의 권동진(權東鎭) 등은 '비타협적 민족전선의 수립'을 제창하면서 자치운동에 격렬히 비난, 규탄하는 운동을 적극적으로 전개하는 한편, 허헌이나 홍명희등 3·1 운동 이후 급속히 성장한 사회주의자들과의 협력과 연대를 모색했다.

#### 사회주의 세력 내 합작 움직임
1920년대 중반 무렵부터 사회주의 진영에서도 역시 통일 조직 건설의 분위기가 무르익었다. 3·1 운동 이후 급격히 성장한 사회주의 진영에서도 민족협동전선을 중요한 과제로 인식했다. 이들은 중국에서 국공합작운동으로 사회주의자들이 국민당 쪽과 연합해 성공적인 반제국주의 민족해방운동을 전개한 것에 크게 고무되었다.

### 결성
비타협적 민족주의자들이 사회주의자들과의 협력을 모색하는 한편 사회주의자들도 초기의 계급중심적 사고를 극복하고 1924년경부터는 '타협적' 민족운동과 '혁명적' 민족운동을 구분하기 시작했다. 그결과 1926년 들어 비타협민족운동과의 협력이 조직적으로 모색되기 시작했다. 비록 실행단계에 이르지 못했지만 제2차 조선공산당의 책임비서 강달영(姜達永)과 권동진·안재홍·김준연(金俊淵) 등이 비밀리에 접촉하여 자치운동세력의 움직임에 대응한 국민당 형태의 민족통일전선 조직을 결성하고자 한 것이 그 대표적인 경우이다. 비타협 민족주의자들과 사회주의자들의 협력은 1926년 11월 제3차 조선공산당의 표면사상단체인 정우회가 비타협 민족주의자와 사회주의자들의 동맹을 통해 민족단일당을 건설할 것을 제창한 '정우회선언'을 발표하면서 급속히 추진되었다.
정우회 선언

민족주의적 노력의 집결로 인하여 전개되는 정치적 운동의 방향에 대하여는 그것이 필요한 과정의 형세인 이상, 우리는 차갑게 강 건너 불 보듯 할 수 없다. 아니 그것보다도 먼저 우리 운동 자체가 벌써 종래에 국한되어 있던 경제적 투쟁의 형태에서, 보다 더 계급적, 대중적, 의식적 정치 형태로 비약하지 아니하면 아니 될 전환기에 달한 것이다. 따라서 민족주의적 세력에 대하여는 그 부르주아적 민족주의적 성질을 명백하게 인식하는 동시에 또 과정상의 동맹자적 성질도 충분히 승인하여 그것이 타락하는 형태로 출현되지 아니하는 것에 한하여는 적극적으로 제휴하여 대중의 개량적 이익을 위하여서도 종래의 소극적 태도를 버리고 분연히 싸워야 할 것이다.

조선일보 1926년 11월 17일자 신문.

정우회란 화요회·북풍회·조선노동당·무산자동맹회가 연합해 결성한 사회주의 사상운동 단체였다. 1926년 사회주의는 338개에 이르는 이념 서클이 활동할 정도로 광범위하게 퍼졌는데, 이 4개 그룹은 조선 사회주의운동의 주요 세력이었다. 1926년 4월 서울에서 조직된 정우회는 그해 11월15일 유명한 정우회 선언을 한다. 선언문의 요지는 이전의 사회운동을 비판하면서 ‘분파투쟁의 청산과 사상단체의 통일’ ‘경제투쟁에서 정치투쟁으로의 전환과 민족협동전선의 전개’ 등을 주장했다. 한마디로 “민족주의 세력이 타락하지 않는 한 적극적으로 제휴해 싸워야 한다”는 입장이었고, 이들은 선언대로 신간회 결성 이후 민족협동전선을 위해 과감히 정우회를 해체했다.
양 진영의 이해관계 속에 출범한 신간회는 처음에는 철저한 합법 조직을 표방했다. 총독부의 허가를 받기 위해 <조선일보> 부사장이자 오너인 신석우가 움직였고, 애초 신간회의 명칭을 ‘신한회’(新韓會)로 하려고 했으나 총독부가 허가하지 않자 신간회로 개명했다.

### 활동

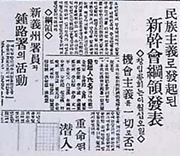
1927년 2월 14일자 동아일보에서 신간회 창립을 보도하는 기사.

비타협적 민족주의 세력과 사회주의 세력은 1927년 2월 15일 일제의 식민지 통치에 대항, 정치-사회 사상의 이념을 초월한 독립운동단체 ‘신간회’를 창립한다. 당시 창립인은 소설 《임꺽정》의 작가로 유명한 사회주의 문인인 벽초 홍명희 선생이었으며 역사학자이자 언론인 안재홍, 백관수, 독립운동가 신채호선생 등 34명이 발기인으로 이름을 올렸고, 월남 이상재선생이 초대 중앙집행위원장에 추대되었다. 하지만 그해 3월 29일 이상재 선생이 노환으로 별세하면서 법률가인 가인 김병로가 중앙집행위원장에 추대되었다. 신간회 주요 강령은 다음과 같다.

창립 당시 강령
- 우리는 정치 경제적 각성을 촉진함.
- 우리는 단결을 공고히 함
- 우리는 기회주의를 일체 부인함

1927년 12월 동경 지회의 대회에서 제안된 강령 수정안
- 우리는 조선 민족의 정치적 경제적 해방의 실현을 기함
- 우리는 전민족의 총역량을 집중하여 민족적 대표 기관이 되기를 기함
- 우리는 일체 개량주의 운동을 배척하여 전민족의 현실적 공동 이익을 위하여 투쟁하기를 기함

신간회의 행동 강령
- 조선 농민의 교양에 적극적으로 노력한다.
- 조선 농민의 경작권을 확보하고 일본인 이민을 방지한다.
- 조선인 본위의 교육을 확보한다.
- 언론, 출판, 결사의 자유를 확보한다.
- 협동조합 운동을 지지, 지도한다.
- 염색된 옷을 입고 단발을 실시하고, 흰옷과 망건을 폐지하기

신간회 강령 및 규약

신간회는 합법적 단체로 국내외에 100여 개가 넘는 지회를 조직했고 회원도 많을 때는 4만여 명에 달했다. 1920년대 중반 이후 신간회 활동 가운데 가장 주목할 것은 민족독립이론을 발전시킨 점이다. 3·1 운동 이후 한국에서는 공산주의, 사회주의 사상이 수용되면서 자유주의를 근거로 한 민족주의와 심한 갈등을 빚었다. 여기에 민족주의 내부에서도 '타협적 민족주의'와 '비타협적 민족주의'노선으로 갈라지게 되어버린다. 그러던 것이 신간회에 의해 '비타협적 민족독립'을 상위개념으로 하는 자유주의와 사회주의 사상이 결합이 진행된 것이다. 또한 자매 단체로 여성들이 창단한 근우회가 있었으나 계급 투쟁을 통한 민중해방을 주장하는 사회주의계와 계몽활동을 주장하는 기독교계의 사회참여 노선이 달라서 내분을 겪었다.

1930년 1월 17일자 중외일보. 광주학생운동을 후원한 신간회 회원들이 강제 연행된 것을 보도하고 있다.

1929년 6월 인근 지역대표의 대표를 뽑는 ‘복(複)대표대회’를 열어 새 임원을 뽑고 새 규약을 채택했다. 창립 당시와는 달리 상향식으로 모인 의견의 결과는 반수 가까운 사회주의자가 간부로 뽑히고, 허헌이 집행위원장이 되었다. 1929년 11월 3일에 광주학생운동이 일어나자 신간회는 진상조사위원을 시위 현장에 파견했는데, 이는 조사만이 아닌 선전 활동의 일환으로 시위를 지원했다. 이어 신간회 중앙본부(경성부)에서는 언론사, 종교세력, 근우회, 조선청년 총동맹, 조선노동총동맹 등과 함께 대규모의 민중대회를 준비하다가 일제 경찰에 발각되어 조병옥, 이관용, 허헌 등 간부 44명, 총 90여 명이 체포돼 위기를 맞았다.(1929년 12월 13일) 이를‘민중대회사건’이라고 한다.
신간회는 원산 총파업을 지원하는 등 노동 운동을 지도하였다.

### 해소

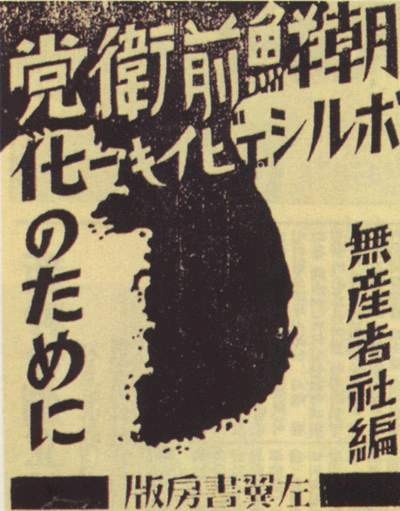
1931년 신간회 해소를 주장했던 책의 표지

광주학생운동을 계기로 조병옥, 허헌등 간부들이 대규모 검거되었다. 이후 신간회는 회원 수가 증가하는 등 오히려 조직의 세가 확대되는 듯했으나, 문제는 지도부였다. 새로 집행위원장이 된 김병로가 자치론자들과 제휴를 모색하는 등 타협적인 노선으로 기운 것이다. 김병로는 최린·송진우 등 자치론자들과 함께 신간회를 자치운동의 매개조직으로 삼으려 했고, 이 과정에서 지방 지회는 강력하게 반발했다. 타협적인 지도부의 등장은 신간회 해소론의 주요한 원인으로 작용했고, 조직은 급격한 쇠퇴의 길로 접어들 수밖에 없게 되어 간다.
신간회 해소론은 1930년대 들어 구성된 집행부가 점차 민족주의계열이 주도하게 되었고, 게다가 타협적 운동 노선을 적극 추진하는등 우경화 현상이 심해졌고, 외부적으로는 코민테른의 노선이 극단적으로 좌경화되는 가운데 일제의 탄압에 지도부가 미흡하게 대응하게 되면서 신간회의 역할에 대한 반성과 회의가 이어지는 가운데 새롭게 대두하게 된다. 1930년 부산지회에서 신간회의 활동에 의문을 던지며 처음으로 해소를 결의하자, 다른 지회도 덩달아 찬성하기 시작한다.
해소론

본 지회는 부르짖는다. 신간회 해소는 투쟁을 위하여, 해소 투쟁의 전개는 우익 민족주의자의 정체 폭로의 노농주체의 강대화에 기반을 두어야 한다. 우익 민족주의자의 정체는 이상의 우리 해소 이론에 의해 폭로되었으리라고 믿는다.
- 신간회는 영도권이 소부르주아에 있으니 소부르주아의 집단이다.
- 계급적 영도권에 의한 프롤레타리아의 투쟁욕 성장에 현재의 신간회는 장애물이다.

삼천리 1931년 4월호 내용中

결국 1931년 5월 16일 창립대회 이후 처음으로 연 전체 대회에서 찬성 43, 반대 3, 기권 30으로 신간회는 해소안을 가결하고, 창립 4년여 만에 사실상의 해체의 길을 걷게 된다. 이후 새 단체 조직을 안건으로 해 논의를 진행하려 했으나 일제 경찰의 강압으로 신간회는 완전한 해체의 길을 걷게 되었다.

## 의의와 한계

### 의의
신간회는 1920년대 후반, 좌우익 세력이 합작해 결성한 대표적인 항일단체로 '민족유일당 민족협동전선'이라는 표어 아래 국내의 독립운동 가운데 커다란 의의를 남긴다.

### 한계
본래 신간회는 합법 단체인 까닭에 일제 당국의 탄압하에서 기대한 만큼의 적극적인 활동을 전개할 수 없는 약점이 있었다. 1929년 광주학생운동 이후 신간회는 지도부마저 일제와 타협하려는 소위 민족 개조론적인 입장을 취하게 되자 비타협적 반일 민족 연합 전선체로서의 신간회 노선은 더욱 계급 중심의 노선을 조장하고 있었다. 이후 신간회는 '타협주의'를 내세워 공산주의계와 민족주의계 양쪽으로부터 비판을 받았고, 이때문에 신간회는 일제로부터 탄압받아 해산된것이 아닌 좌우 내부 분열에 의해 해산되었다는 점에서 한계가 있다.

## 같이 보기
| - 신민회 - 근우회 - 흥사단 - 수양동우회 - 흥업구락부 - 이상재 - 허헌 - 이광수 - 조병옥 - 조만식 - 안재홍 - 윤치영 - 윤치호 - 박헌영 - 정칠성 - 정종명 - 박상희 | - 동아일보 - 물산 장려 운동 - 민립대학설립운동 - 광주 학생 운동 - 권동진 - 박헌영 - 박차정 - 김성수 - 김일엽 - 송진우 - 안창호 - 나혜석 - 허정숙 |

## 참고자료
- 《지배자의 국가/민중의 나라》, 돌베게, 서중석 지음. (2010년)
- 《한국근현대사》, 금성교과서 출판사
- 《사진과 그림으로 보는 한국의 역사 3》 p240~ p245, 역사문제연구소 저.
- 좌절된 좌우연합의 꿈, 흩어져 맞은 독립